# James Baskett
James Baskett (* 16. Februar 1904 in Indianapolis, Indiana; † 9. Juli 1948 in Los Angeles, Kalifornien) war ein US-amerikanischer Film- und Theaterschauspieler. Er war der zweite Afroamerikaner, der mit einem Oscar ausgezeichnet wurde.

## Leben
Seinen ursprünglichen Berufswunsch, Pharmakologe, musste er aus finanziellen Gründen aufgeben. In Chicago stand er darum zunächst auf verschiedenen Theaterbühnen, ehe es ihn nach New York City zog, wo er unter anderem mit Bill Robinson auf der Bühne stand. Sein Talent verhalf ihm rasch dazu, einer der gefragtesten schwarzen Schauspieler New Yorks zu werden. In Kalifornien traf er auf Freeman Gosden, Teil der Besetzung der Radiosendung Amos 'n' Andy, der ihn zu erstem nationalen Ruhm verhalf. In der Radiosendung trat Baskett als Anwalt Gabby Gibson auf.
1932 stand Baskett erstmals vor der Kamera im Independentfilm Harlem Is Heaven. Es folgten bis 1946 sechs weitere Spielfilme, ehe er seine bekannteste Filmrolle übernahm. Im Walt-Disney-Film Onkel Remus’ Wunderland verkörperte er die Titelrolle, wofür er 1948 mit einem Ehrenoscar ausgezeichnet wurde. Baskett war so nach Vom-Winde-verweht-Co-Star Hattie McDaniel im Jahr 1940 der zweite Afroamerikaner, der einen Oscar gewann und der erste Darsteller in einem Disney-Film, der die Aufmerksamkeit der Academy of Motion Picture Arts and Sciences (AMPAS) erhielt. Trotz der Erfolge, die er verbuchen konnte, musste Baskett auch mit dem vorherrschenden Rassismus umgehen. So nahm der Hauptdarsteller nicht an der Premiere seines Filmes am 12. November 1946 in Atlanta teil, da ihn die dortigen Vorschriften zur Rassentrennung weitgehend von den Feierlichkeiten ausgeschlossen hätten.
James Baskett starb zwei Jahre später im Alter von 44 Jahren an Herzversagen. Er wurde auf dem Crown-Hill-Friedhof in Indianapolis beigesetzt.

## Filmografie
- 1932: Harlem Is Heaven
- 1933: 20,000 Cheers for the Chain Gang
- 1938: Gone Harlem
- 1938: Policy Man
- 1939: Straight to Heaven
- 1940: Comes Midnight
- 1941: Dumbo
- 1943: Revenge of the Zombies
- 1944: The Heavenly Body
- 1945: Jungle Queen
- 1946: Onkel Remus’ Wunderland (Song of the South)

## Auszeichnungen
- 1948: Ehrenoscar für den Charakter des Onkel Remus in Onkel Remus’ Wunderland